# جوزيب ميشيتش (لاعب كرة قدم)
جوزيب ميشيتش هو لاعب كرة قدم كرواتي في مركز ظهير ‏، ولد في 14 يوليو 1986. شارك مع منتخب كرواتيا تحت 21 سنة لكرة القدم. أما مع النوادي، فقد لعب مع نادي أوسييك ويونيفرسيتاتيا كرايوفا.

## وصلات خارجية
- جوزيب ميشيتش (لاعب كرة قدم) على موقع اتحاد كرواتيا (الكرواتية)
- جوزيب ميشيتش (لاعب كرة قدم) على موقع قاعدة بيانات كرة القدم.إي يو (الإنجليزية)